# Vườn quốc gia Cascade
Vườn quốc gia Cascade là một vườn quốc gia ở bang New South Wales, Úc, cách thành phố Sydney 431 km về phía đông bắc. Vườn này có diện tích 36,20 km² và được thành lập ngày 1.1.1999.
Vườn quốc gia này là một khu rừng cận nhiệt đới đẹp, có khí hậu ôn hòa, bao quanh ngôi làng Cascade.